# Glossamia
Glossamia je rod ryb z čeledi parmovcovití (Apogonidae). Zahrnuje devět druhů. Osm z nich jsou endemiti na Nové Guineji, Glossamia aprion se vyskytuje také v Austrálii. Ryby rodu Glossamia jsou výlučně sladkovodní.

## Taxonomie
- druh Glossamia abo (Herre, 1935)
- druh Glossamia aprion (Richardson, 1842)
- druh Glossamia beauforti (Weber, 1907)
- druh Glossamia gjellerupi (Weber & de Beaufort, 1929)
- druh Glossamia heurni (Weber & de Beaufort, 1929)
- druh Glossamia narindica (Roberts, 1978)
- druh Glossamia sandei (Weber, 1907)
- druh Glossamia trifasciata (Weber, 1913)
- druh Glossamia wichmanni (Weber, 1907) [2]